# Karl Johan Alfred Gustafsson
Karl Johan Alfred Gustafsson, född 5 november 1862 i Vireda församling, Jönköpings län, död 14 december 1936 i Hakarps församling, Jönköpings län, var en svensk lantbrukare och riksdagsman (högerpolitiker).
Gustafsson var ledamot av riksdagens första kammare 1909–1933, hela tiden invald av Jönköpings läns valkrets. Under tiden i första kammaren var han bland annat vice ordförande i lönenämnden för riksdagens verk, och vice ordförande i bankoutskottet.
Gustafsson var högerpolitiker och blev riksdagsman 1909 efter att av Jönköpings läns valkrets ha valts till ersättare för den avhoppade riksdagsmannen Arvid Lilliesköld. 1909 genomfördes en rösträttsreform i första kammaren vilket innebar att de successivt förnyade mandaten slopades och därför återvaldes Gustafsson redan 1911 vid Jönköpings läns landstings tredje urtima landsting som ägde rum 22 november 1911. Han återvaldes igen vid ett urtimt möte den 19 juli 1919 som en av valkretsens sex ledamöter till första kammaren.
Gustafsson mottog Nordstjärneorden. Han var far till Fritiof Domö, Elin Hakeman, Lennart Gustafsson, Salomon Gustafsson och Gunnar Hakeman.